# Louis-François Chaft
Louis-François Chaft est un contrebassiste et pédagogue français né le 30 septembre 1780 à Bourg-en-Bresse et mort le 2 décembre 1856 à Chartres. 

## Biographie
Louis-François Chatt dit Chaft naît le 30 septembre 1780 à Bourg-en-Bresse.      
Il étudie le violoncelle au Conservatoire de Paris.      
En 1816, il devient contrebassiste à l'Orchestre de l'Opéra de Paris, où il joue jusqu'en 1842.      
En 1828, Louis-François Chaft entre à la Société des concerts du Conservatoire comme violoncelliste avant d'occuper le poste de première contrebasse à la suite de Marie-Pierre Chenié, à partir de 1833,.      
En 1832, il est nommé professeur de contrebasse au Conservatoire de Paris, où il forme de nombreux élèves jusqu'à sa retraite, en 1853,. Il est le premier professeur du Conservatoire à généraliser l'emploi de la contrebasse à quatre (plutôt que trois) cordes accordées en quartes (mi, la, ré, sol),.      
Il meurt à Chartres le 2 décembre 1856.      